# Craig Adams (aktor)
Craig Adams – australijski aktor filmowy, producent.
Jego pierwszą rolą był drobny epizod w 1985 roku, w westernie telewizyjnym Napad z bronią w ręku. Na dużym ekranie zadebiutował, w 1991 roku, w dramacie Wakacje nad rzeką Yarra. W 1993 roku wystąpił w roli głównej w komedii młodzieżowej Krok w dorosłość, grając u boku Russella Crowe’a.
W 1999 roku był producentem krótkometrażowego filmu animowanego Protest.
Pojawiał się gościnnie w serialach telewizyjnych m.in. w: A Country Practice, Stingers czy Policjanci z Mt. Thomas.

## Filmografia
Filmy 
| Rok  | Tytuł filmu             | Rola       |
| ---- | ----------------------- | ---------- |
| 1989 | Napad z bronią w ręku   | strażnik   |
| 1991 | Wakacje nad rzeką Yarra | Eddie      |
| 1993 | Krok w dorosłość        | Ken Riddle |
| 1993 | Przetrwać pożądanie     | Thomas     |
| 1996 | Tromeo i Julia          | chłopak    |

 Seriale 
| Rok  | Tytuł serialu           | Rola                        |
| ---- | ----------------------- | --------------------------- |
| 1994 | A Country Practice      | Christian Black (gościnnie) |
| 1995 | Policjanci z Mt. Thomas | Neville Watson (gościnnie)  |
| 1999 | Stingers                | Jamie (gościnnie)           |
| 2001 | Na sygnale              | Williams (gościnnie)        |